# Honky Tonk Christmas
Honky Tonk Christmas är ett julalbum av countrysångaren Alan Jackson. Det släpptes 1993.

## Låtförteckning
1. "Honky Tonk Christmas" (Buddy Brock, Zack Turner, Kim Williams) – 2:53
2. "The Angels Cried" (Harley Allen, Debbie Nims) – 2:51
  - feat. Alison Krauss
3. "If We Make It Through December" (Merle Haggard) – 2:45
4. "If You Don't Want to See Santa Claus Cry" (Keith Stegall) - 3:14
5. "I Only Want You for Christmas" (Tim Nichols, Turner) - 3:20
6. "Merry Christmas to Me" (Alan Jackson) - 2:53
7. "A Holly Jolly Christmas" (Johnny Marks) - 2:16
8. "There's a New Kid in Town" (Don Cook, Curly Putman, Keith Whitley) - 4:09
9. "Santa's Gonna Come in a Pickup Truck" (Don Rich, Red Simpson) - 4:08
  - feat. Alvin and the Chipmunks
10. "Please Daddy (Don't Get Drunk This Christmas)" (Bill Danoff, Taffy Nivert) - 3:20